# Naruto Shippuden: La Presó de sang
Naruto Shippuden: La Presó de sang (劇場版 NARUTO ブラッド・プリズン, Gekijō-ban Naruto: Buraddo Purizun) és una pel·lícula de fantasia d'acció japonesa del 2011 basada en la sèrie de manga i anime de Masashi Kishimoto. Es va estrenar al Japó el 30 de juliol de 2011. El tema principal "Otakebi" és interpretat per Yusuke Kamiji. La pel·lícula està ambientada després de l'episodi 196.
Es va estrenar a la plataforma AnimeBox el 7 de juliol de 2023 amb doblatge i subtítols en català.

## Argument
En Naruto és empresonat per un terrible delicte que no ha comès i l’envien al Castell de Hozuki, una presó d’alta seguretat. El seu guardià, en Mui, segella ràpidament el txakra d'en Naruto per a prevenir que es rebel·li i fugi, però l’incansable ninja planifica la seva fugida mentre es fa amic d'altres dos convictes, la Ryuzetsu i en Maroi.